# Постпам'ять
Постпам'ять (англ. postmemory) — термін на позначення міжпоколіннєвої передачі травматичного досвіду. Був запропонований американською дослідницею Маріанною Гірш. Поняття позначає різновид колективних уявлень про минуле, який формується другим поколінням після катастрофічного досвіду, на «розриві» колективної пам'яті.

## Історія створення
Термін «постпам'ять» був уперше вжитий у 1992 році в статті американської дослідниці Маріанни Гірш «Покоління постпам'яті» (англ. The Generation of Postmemory). У ній Гірш визначає, що саме є постпам'яттю і як вона впливає на світогляд та життя людей. Авторка наголошує на тому, що постпам'ять є механізмом передачі травматичного досвіду та знання від одного покоління до іншого. Дослідниця зазначає, що ця структура є інтердисциплінарною: вона стосується соціального, психічного та культурного аспекту життя людини. Після публікації статті Маріана Гірш починає ґрунтовно досліджувати постпам'ять і у 2012 році видає книгу «Покоління постпам'яті: Писемність та візуальна культура після Голокосту», яка включає в себе напрацювання Гірш за 20 років дослідження поняття.

## Означення поняття
За Маріанною Гірш, постпам'ять умовно поділяється на сімейну (англ. familial) та афіліативну (англ. affiliative).
Сімейна постпам'ять — існує лише в межах сім'ї, передається від батьків до дітей.
Афіліативна постпам'ять — передається між представниками одного покоління за допомогою різних соціальних структур(школи, університети тощо).
Найбільш значущою формою передачі постпам'яті Гірш вважає фотографію, оскільки може пережити людей зображених на ній.
|  | Ключова роль, яку фотографічні зображення та сімейні фотографії відіграють, зокрема, як носії постпам'яті, визначає зв'язок між сімейною та афіліативною постпам'яттю та механізмами, за допомогою яких державні архіви та установи змогли як втілити, так і повторно індивідуалізувати більш віддалені структури культурної пам'яті. Оригінальний текст (англ.) The key role that photographic imagesand family photographs in particular-play as media of postmemory clarifies the connection between familial and affiliative postmemory, and the mechanisms by which public archives and institutions have been able both to re-embody and to re-individualize the more distant structutes of cultural memory. |

## Вплив
Введення та означення терміна «постпам'ять» значно розвинуло світові дослідження про пам'ять та передачу травматичного досвіду. Зокрема професор Гендрікського коледжу Доріан Стубер у статті "Огляд «Покоління постпам'яті: Писемність та візуальна культура після Голокосту» зазначає:
|  | Постпам'ять — це повчальна концепція, яка дозволяє нам поставити важливе питання про те, як найкраще керувати нашим ототожненням з травматичними сценаріями. Оригінальний текст (англ.) Postmemory is an instructive concept, allowing us to pose an important question about how best to manage our identification with traumatic scenarios. |